# Dave Magley
David John "Dave" Magley (South Bend, Indiana, 24 de noviembre de 1959) es un exjugador y exentrenador de baloncesto estadounidense que disputó una temporada en la NBA. Con 2,03 metros de estatura, jugaba en la posición de ala-pívot. Actualmente es el Comisionado de la NBL Canadá, la principal liga profesional de aquel país.

## Trayectoria deportiva

### Universidad
Jugó durante cuatro temporadas con los Jayhawks de la Universidad de Kansas, en las que promedió 9,0 puntos, 5,3 rebotes y 1,2 asistencias por partido. En su última temporada fue capitán del equipo, e incluido en el mejor quinteto de la Big Eight Conference, además de ser elegido Atleta del Año de la conferencia.

### Profesional
Fue elegido en la vigésimo octava posición del Draft de la NBA de 1982 por Cleveland Cavaliers, donde únicamente saltó a pista en 14 partidos, promediando 0,9 puntos y 0,7 rebotes, siendo despedido en el mes de enero.
Al año siguiente haría la pretemporada con los Indiana Pacers, pero poco antes del comienzo de la competición decidieron descartarlo. Fichó entonces por los Albany Patroons de la CBA, con los que ganó el campeonato. Jugó posteriormente en Europa.

## Estadísticas de su carrera en la NBA

### Temporada regular
| Temporada | Edad | Equipo              | Liga | P  | TIT | MIN | TC  | TCA | %TC  | 3P  | 3PA | %3P  | TL  | TLA | %TL  | R.OF. | R.DEF. | REB | ASIS | ROB | TAP | PER | FP  | PTS |
| 1982-83   | 23   | Cleveland Cavaliers | NBA  | 14 | 0   | 4.0 | 0.3 | 1.1 | .250 | 0.0 | 0.1 | .000 | 0.3 | 0.6 | .500 | 0.1   | 0.6    | 0.7 | 0.1  | 0.1 | 0.0 | 0.1 | 0.4 | 0.9 |
| Total     |      |                     | NBA  | 14 | 0   | 4.0 | 0.3 | 1.1 | .250 | 0.0 | 0.1 | .000 | 0.3 | 0.6 | .500 | 0.1   | 0.6    | 0.7 | 0.1  | 0.1 | 0.0 | 0.1 | 0.4 | 0.9 |